# لاودردیل (مینه‌سوتا)
لاودردیل، مینه‌سوتا (به انگلیسی: Lauderdale, Minnesota) یک شهر در ایالات متحده آمریکا است که در مینه‌سوتا واقع شده‌است.

## خصوصیات
لاودردیل ۱٫۰۹ کیلومترمربع مساحت و ۲٬۳۷۹ نفر جمعیت دارد و ۲۹۲ متر بالاتر از سطح دریا واقع شده‌است.